# 正4294967295邊形
正4294967295边形是目前已知最大奇數的可作圖多邊形。其內角和角度為773,094,112,740度，對角線則有9,223,372,026,117,357,570條。
特别地，正4294967295邊形可以尺规作图（仅用直尺和圆规来作图）来完成。可以用尺规作图的多边形有无数个，只要是某些奇数的2次方倍的边数的多边形都可以尺规作图，然而奇数边数多边形已知能够尺规作图的边数只有31个，而正4294967295边形的边数是这些多边形当中最大的边数。这31个奇数边数可以可作图多边形的边数为3, 5, 15, 17, 51, 85, 255, 257, 771, 1285, 3855, 4369, 13107, 21845, 65535, 65537, 196611, 327685, 983055, 1114129, 3342387, 5570645, 16711935, 16843009, 50529027, 84215045, 252645135, 286331153, 858993459, 1431655765, 4294967295（OEIS數列A045544）。

## 性质
正4294967295边形的边数非常的多，几乎无法使其和一个正圆形区分开来。正4294967295边形的中心角的角度非常小，只有：
{\displaystyle {\frac {360^{\circ }}{4294967295}}\approx 8.389\times 10^{-8\ \circ }\approx 0.0003''}
半径为1的圆内接正4294967295边形面积为：
{\displaystyle {\frac {4294967295}{2}}\sin {\frac {2\pi }{4294967295}}\approx 3.141592653589793237}
其与圆的面积非常接近，这个数值也与圆周率非常接近，其中的17个位数完全与圆周率相同。其一个边的边长为：
{\displaystyle 2\sin {\frac {\pi }{4294967295}}\approx 1.462918\times 10^{-9}}
这个多边形几乎无法和圆形区分开来。举例来说，半径为1000千米的圆内接正4294967295邊形，其边长略低于1.5毫米。 此外，假设地球是一个半径为6378千米的完美球体，并考虑内接于大圆（例如赤道）的正4294967295邊形，则其边长略低于1厘米。

## 可作图性
4294967295是
{\displaystyle 2^{2^{5}}-1}
它的素数分解是
{\displaystyle 3\times 5\times 17\times 257\times 65537}
是所有已知费马素数的乘积。卡尔·弗里德里希·高斯证明了正n边形可作图的充分必要条件是n是相异费马素数的乘积与2的幂的乘积，即：
{\displaystyle n=2^{m}F_{a}F_{b}\cdots F_{c}\quad }（{\displaystyle F_{a},F_{b},\cdots ,F_{c}}为相异费马素数，{\displaystyle m}为非负整数）
因此，如果不存在大于65537的费马素数的猜想是正确的，那么正4294967295边形就是边数最多的可作图正奇数边数多边形。